# 工藤幸四郎
工藤 幸四郎（くどう こうしろう、1959年6月5日 - ）は、日本の経営者。「不死身のアイデアマン」という異名を持つ。

## 経歴
宮崎県延岡市出身。1978年宮崎県立延岡高等学校卒業。1982年に慶應義塾大学法学部を卒業し、同年に旭化成工業(現旭化成)に入社。
繊維部門に携わり、アメリカのセージ・オートモーティブ・インテリアズの買収にも携わった。2016年4月に上席執行役員に就任し、常務執行役員、取締役を経て、2022年4月から代表取締役社長兼社長執行役員に就任した。2024年7月から石油化学工業協会の会長も務めている。

## 人物
中学までは野球、高校・大学時代にはハンドボールに打ち込んだ。社会人になってからも仕事の傍ら、少年野球チームの監督を務めたこともある。